# Белорусский государственный университет физической культуры
Белорусский государственный университет физической культуры — высшее учебное заведение в Беларуси в сфере физической культуры, спорта и туризма.

## История университета

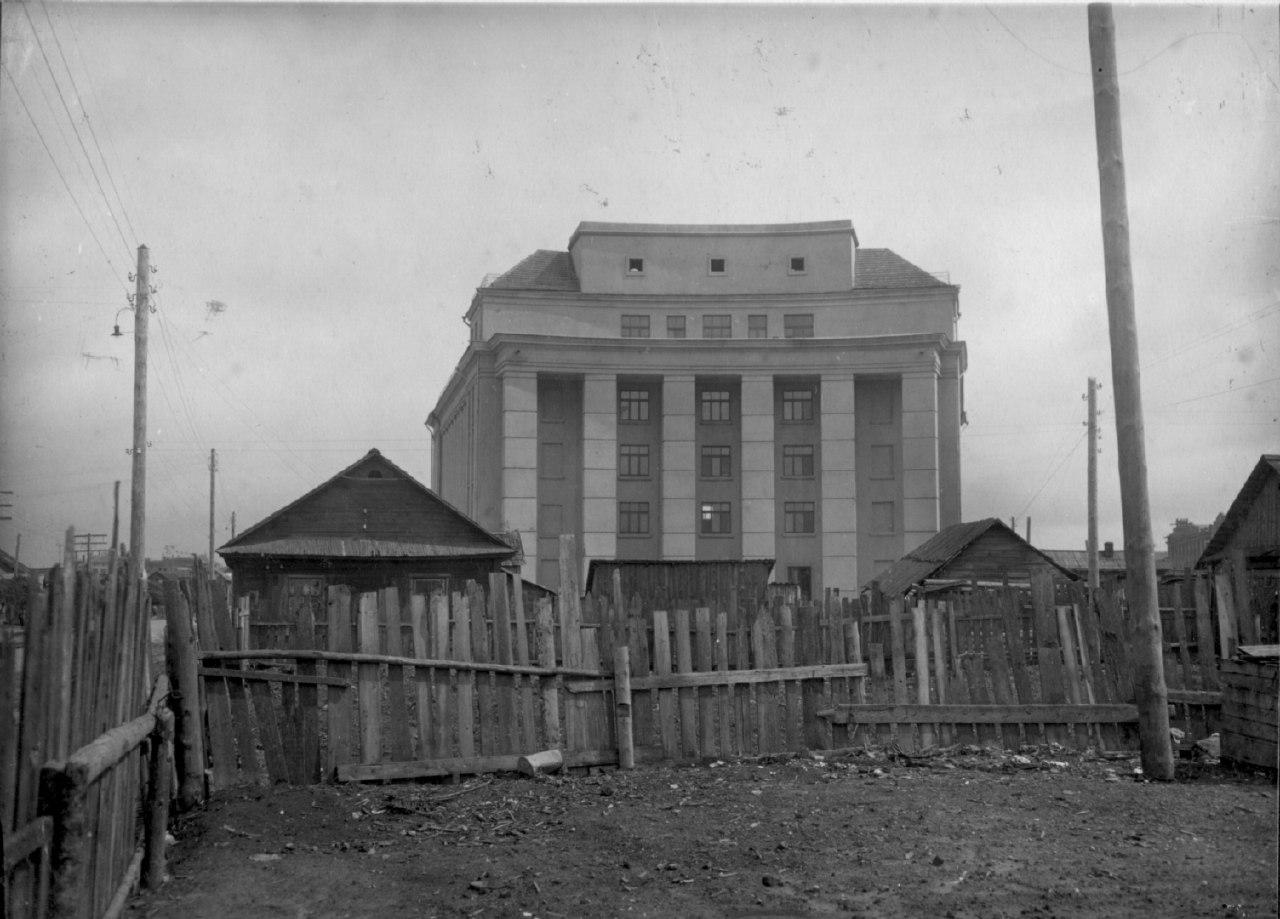
Здание Белорусского института физкультуры в 1939 году

После выступления на всесоюзном физкультурном параде на Красной площади Белорусский государственный техникум физической культуры был отмечен ЦИК СССР. В его постановлении «О награждении добровольных спортивных обществ, работников и мастеров физической культуры» от 22 июля 1937 г. техникум был реорганизован в Институт физической культуры Белорусской Советской Социалистической Республики. Этим же постановлением техникум был награждён орденом Трудового Красного Знамени.
До 1941 года в БГОИФК было подготовлено 102 специалиста по физической культуре и спорту. Великая Отечественная война прервала работу института в июне 1941 года. 
Сразу после освобождения Минска от немецких войск, с первого октября 1944 г. возобновилась работа института. Его здания и спортивные объекты восстанавливались в основном силами преподавателей и студентов.
В последующие годы БГОИФК расширил свою учебно-производственную базу. Были построены новые общежития, бассейн, стадион, спортивные базы, а в 1983 году поднялся новый учебный корпус на проспекте им. П. М. Машерова (сегодня проспект Победителей).
2 апреля 1992 года на базе Белорусского государственного ордена Трудового Красного Знамени института физической культуры была образована Академия физического воспитания и спорта Республики Беларусь.
16 марта 2001 года Академия физического воспитания и спорта Республики Беларусь была переименована в Белорусскую государственную академию физической культуры.

### 2020 год
30 сентября студенты собрались на сидячую акцию протеста у здания университета. 27 октября Александр Лукашенко потребовал отчислить всех студентов и уволить преподавателей, участвующих в несанкционированных митингах. 28 октября студентка 4 курса Ольга Беломутова была отчислена за «систематическое нарушение правил внутреннего распорядка».

## Структура

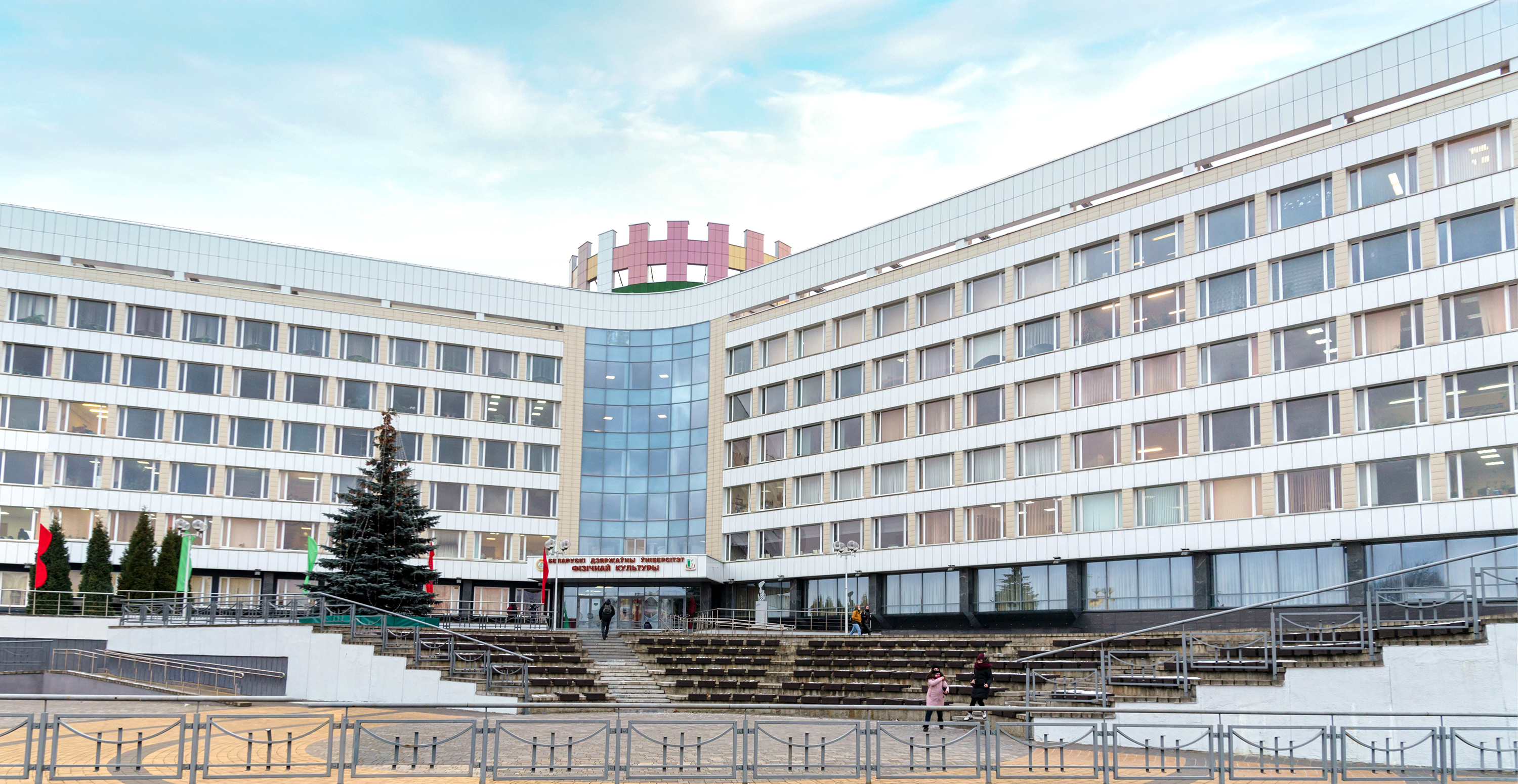
Главный корпус

- Спортивно-педагогический факультет спортивных игр и единоборств
- Спортивно-педагогический факультет массовых видов спорта
- Факультет оздоровительной физической культуры и туризма
- Институт менеджмента спорта и туризма
- Институт повышения квалификации и переподготовки руководящих работников и специалистов физической культуры, спорта и туризма
- Высшая школа тренеров
- Магистратура
- Аспирантура и докторантура

## Выпускники
Студенты и выпускники БГУФК более 150 раз брали медали Олимпийских игр, среди них: Александр Медведь, Елена Белова, Екатерина Карстен, Алексей Гришин, Любовь Черкашина, Виктория Азаренко, Владислав Гончаров, Анна Гуськова и другие.